# محمدرضا شکورزاده
محمدرضا شکورزاده بازیکن سابق فوتبال است. وی سابقه ۳ بازی ملی را نیز در کارنامه خود دارد.

## افتخارات
استقلال تهران
قهرمان لیگ فوتبال ایران جام قدس ۶۹–۱۳۶۸
قهرمان جام بوردولوی هندوستان ۱۳۶۸
قهرمان جام میلز هندوستان ۱۳۶۸